# Schradera
Schradera é um género plantas com flor pertencente à família das Rubiaceae, com distribuição natural nas regiões tropicais das Américas e numa vasta região que vai da Tailândia à Nova Guiné, incluindo o arquipélago malaio.

## Descrição
Schradera é um género de plantas com flor que agrupa cerca de 73 espécie, sendo o único membro da tribo Schradereae. O género foi proposto por Martin Vahl em 1797 e tem uma ampla distribuição natural, estando presente na zona intertropical das Américas e numa vasta região que vai da Tailândia à Nova Guiné, incluindo o Arquipélago Malaio.
Os membros do género Schradera são lianas ou arbustos terrestres, geralmente epífitos com raízes adventícias, inermes, geralmente suculentas, com flores bissexuais. Folhas são opostas, isófilas, inteiras, sem domácias, com costela menor não linear, com estípulas interpeciolares e parcial a completamente unidas num tubo geralmente infundibuliforme, arredondado a agudo, erecto, decíduo, achatado ou imbricado. Inflorescências terminais ou axilares, em cabeças hemisféricas a globosas, subsessíveis a pedunculadas, pauciflorais a multiflorais (raramente reduzidas a flor nas espécies sul-americanas), solitárias ou às vezes agrupadas e fasciculadas, sem brácteas ou brácteas reduzidas, rodeadas por um invólucro contínuo, grande para reduzido, truncado para freqüentemente tornar-se irregularmente fissurado quando velho. Flores sésseis, perfumadas, noturnas, frequentemente destiladas, aparentemente conatas na base; limbo calicino tubular, truncado, sem calicófilo; corola hipocraterimorfa, blanca, barbada en la garganta, los lobos 5-6(-10), valvares, triangulares en sección transversal, generalmente prolongados en un ápice, generalmente con un apéndice triangular en la superficie adaxial, surgiendo desde el punto donde los lobos se unem; estames 5-6 (-10), incluindo anteras dorsifixas; estigmas 2 (-4), lineares, incluídos ou exercidos; ovário 2 (-4) -locular, aparentemente unido entre as flores de uma cabeça, os óvulos numerosos por lóculo, axilar. Frutos em baga, subglobosos, carnudos, de cor desconhecida; Sementes anguladas.

## Taxonomia
O género foi descrito por Martin Vahl e publicado em Eclogae Americanae 1: 35. 1796[1797]. A espécie tipo é Schradera involucrata (Sw.) K.Schum., uma espécie nativa das Antilhas.

## Espécies
O género Schradera na sua presente circunscrição taxonómica inclui as seguintes espécies:
| - Schradera acuminata Standl. - Schradera acutifolia (Valeton) Puff - Schradera andina Steyerm. - Schradera bipedunculata Steyerm. - Schradera blumii Dwyer & M.V.Hayden - Schradera brevipes Steyerm. - Schradera cacuminis Standl. - Schradera campii Standl. ex Steyerm. - Schradera cephalophora Griseb. - Schradera clusiifolia (Britton & Standl.) R.O.Williams - Schradera costaricensis Dwyer - Schradera cuatrecasasii Standl. ex Steyerm. - Schradera cubensis Steyerm. - Schradera elmeri Puff - Schradera exotica (J.F.Gmel.) Standl. - Schradera glabriflora Steyerm. - Schradera grandiflora Puff - Schradera hilliifolia Steyerm. - Schradera involucrata (Sw.) K.Schum. - Schradera korthalsiana (Miq.) Puff - Schradera ledermannii (Valeton) Puff - Schradera lehmannii Standl. - Schradera luxurians Standl. ex Steyerm. - Schradera maguirei Steyerm. - Schradera marahuacensis Steyerm. - Schradera marginalis Standl. - Schradera membranacea (King) Puff - Schradera monantha (Merr. & L.M.Perry) Puff | - Schradera monocephala (Merr.) Puff - Schradera montana (Korth.) Puff - Schradera neeoides Standl. ex Steyerm. - Schradera negrensis Suess. - Schradera nervulosa (Stapf) Puff - Schradera nilssonii Steyerm. - Schradera novoguineensis (Valeton) Puff - Schradera obtusifolia C.M.Taylor - Schradera pentacme (Stapf) Puff - Schradera polycephala DC. - Schradera polysperma (Jack) Puff - Schradera pseudonervulosa Puff - Schradera puberula Steyerm. - Schradera pulverulenta Steyerm. - Schradera ramiflora (Valeton) Puff - Schradera reticulata J.Sanchez-Gonz. - Schradera revoluta Standl. - Schradera rotundata Standl. ex Steyerm. - Schradera schlechteri (Valeton) Puff - Schradera stellata Benth. - Schradera suaveolens (H.Karst.) Steyerm. - Schradera subandina K.Krause - Schradera subsessilis Steyerm. - Schradera surinamensis Standl. - Schradera ternata Steyerm. - Schradera umbellata C.Presl - Schradera yutajensis Steyerm. |